# Шадрин, Артём Евгеньевич
Артём Евгеньевич Шадрин (родился 25 ноября 1975 г. в Москве) — российский экономист, государственный и общественный деятель. Генеральный директор Национального агентства развития квалификаций (2021—2025 год), директор Института социально-экономического проектирования (ИСЭП) НИУ ВШЭ (с 2020 года), директор Департамента стратегического развития и инноваций Минэкономразвития РФ (2011—2019 год).

## Биография
Родился 25 ноября 1975 года в Москве. 
В 1992 году окончил среднюю школу с серебряной медалью и поступил на экономический факультет Российского государственного гуманитарного университета. В годы учёбы работал обозревателем в журнале «Книжный бизнес», писал о книгах, которые выходили по экономике, социологии и истории. С четвёртого курса работал в финансовой компании, которая занималась размещением региональных и муниципальных ценных бумаг; написал курсовую, а затем дипломную работу по данной тематике. В 1997 году с отличием окончил Российский государственный гуманитарный университет (РГГУ) по специальности «Мировая экономика», затем в 2000 году окончил аспирантуру Высшей школы экономики по специальности «Мировое хозяйство и международные экономические отношения».
Работал научным сотрудником в Институте экономических проблем переходного периода, внештатным советником первого заместителя Министра финансов РФ, научным сотрудником в Высшей школе экономики в Институте анализа предприятий и рынков, затем — старшим научным сотрудником в Институте статистических исследований и экономики знаний.
С 2004 по 2019 — в Министерстве экономического развития РФ, в последний период — директор Департамента стратегического развития и инноваций (2014—2016 год).
Под руководством А. Е. Шадрина происходило формирование и реализация государственной политики в области поддержки социально ориентированных некоммерческих организаций, благотворительности и добровольчества. Именно Шадрин отвечал за разработку федеральных законов, введших в законодательство понятие «социально ориентированные некоммерческие организации» (СО НКО) (40-ФЗ), а также законов, установивших механизмы государственной поддержки добровольческой деятельности, льготный налоговый режим в отношении пожертвований СО НКО физических лиц, размещения социальной рекламы, выплат добровольцам, льгот по уплате СО НКО социальных платежей и др.. Также Шадриным разработано постановление Правительства РФ № 1425 о порядке взаимодействия добровольческих организаций с органами власти, государственными и муниципальными учреждениями.
В сфере технологического развития А. Е. Шадрин непосредственно отвечал за разработку и реализацию следующих документов:
- Концепции развития благотворительной деятельности и добровольчества в Российской Федерации и плана мер по её реализации, утверждённых в 2009 году[18];
- Концепции развития добровольчества (волонтёрства) в Российской Федерации до 2025 года и плана мер по её реализации[19];
- Концепции содействия развитию благотворительности в Российской Федерации на период до 2025 года и плана мер по её реализации[20][7][21];
- Комплекса мер, направленных на обеспечение поэтапного доступа социально ориентированных некоммерческих организаций, осуществляющих деятельность в социальной сфере, к бюджетным средствам, выделяемым на предоставление социальных услуг населению на 2016—2020 годы;
- Плана мероприятий («дорожной карты») «Обеспечение доступа негосударственных организаций к предоставлению услуг в социальной сфере».

Согласно исследованиям, принятие этого комплекса федеральных правовых актов, регулирующих общественную, некоммерческую и благотворительную деятельность, привело к новому этапу в развитии волонтёрства в Россиийской Федерации. C 2016 по 2019 годы отмечается устойчивый рост численности волонтёрского движения — на 21,3 % (c 524,4 до 635,9 тыс. чел.) увеличилось число мужчин волонтёров и на 27,5 % (с 910,5 до 1 161,2 тыс. чел.) — женщин.
В области стратегического управления А. Е. Шадрин отвечал за формирование, запуск, а также за разработку нормативной правовой и методической базы: института программ инновационного развития и программ цифровой трансформации компаний с государственным участием, института технологических платформ, программы поддержки инновационных территориальных кластеров, проекта по поддержке частных быстрорастущих высокотехнологических компаний-лидеров «Национальные чемпионы».
А. Е. Шадрин участвовал в разработке Федерального закона «О стратегическом планировании в Российской Федерации» № 172-ФЗ, Программы социально-экономического развития Российской Федерации на 2006—2008 годы, Концепции долгосрочного социально-экономического развития Российской Федерации на период до 2020 года, Стратегии инновационного развития Российской Федерации на период до 2020 года, Плана антикризисных мер в 2009—2011 годах, Стратегии экономической безопасности Российской Федерации на период до 2030 года.
В ноябре 2019 года А. Е. Шадрин перешёл из Минэкономразвития в Высшую школу экономики на должность старшего директора по инновационной политике. С апреля 2020 года он занимает пост директора Института социально-экономического проектирования (ИСЭП) НИУ ВШЭ. В качестве директора ИСЭП, А. Е. Шадрин в 2020—2023 годах отвечал за выполнение проекта «Формирование и масштабирование практики реализации „третьей миссии“ университета», направленного на развитие механизмов участия университетов в разработке и реализации стратегии развития городов и регионов, партнёрства с социально ориентированными НКО.
В мае 2021 года А. Е. Шадрин был назначен генеральным директором Национального агентства развития квалификаций (сменив на этом посту А. Н. Лейбовича, который возглавлял НАРК с момента создания в 2006 году). В том же году он стал главным редактором журнала «Национальная система квалификаций России».

## Членство в координационных и совещательных органах
По данным на 2024 год, А. Е. Шадрин является участником следующих координационных и совещательных органов:
- заместитель руководителя Межведомственной рабочей группы по технологическому развитию при Правительственной комиссии по модернизации экономики и инновационному развитию России[40]
- член Национального совета при Президенте Российской Федерации по профессиональным квалификациям[41]
- член Президиума координационного комитета Фонда президентских грантов[42]
- член Координационного комитета по проведению конкурсов на предоставление грантов Президента Российской Федерации на развитие гражданского общества[43]
- член Координационного совета Минэкономразвития РФ по вопросам развития благотворительной деятельности[44]
- член Координационного совета по развитию добровольчества Общественной Палаты Российской Федерации[45]
- член Совета по развитию социальных инноваций субъектов Российской Федерации при Совете Федерации[46]
- член рабочей группы Национальной технологической инициативы «Кружковое движение»[47]
- член рабочей группы «Социальное предпринимательство» комиссии Государственного Совета Российской Федерации по направлению «Малое и среднее предпринимательство»[48]

## Научные публикации
А. Е. Шадрин — автор около 100 научных публикаций, в том числе в журналах «Вопросы экономики», «Политические исследования», «Рынок ценных бумаг», Problems of Economic Transition, а также в ежегодных обзорах Института экономической политики им. Е. Т. Гайдара «Российская экономика: тенденции и перспективы». Работы А. Е. Шадрина цитируются в более 2900 научных статьях.

### Монографии
- Исланкина Е. А., Куценко Е. С., Рудник П. Б., Шадрин А. Е. Инновационные кластеры — лидеры инвестиционной привлекательности мирового уровня. — М.: Министерство экономического развития Российской Федерации, Высшая школа экономики Национальный исследовательский университет, 2017. — 130 с. ISBN 978-5-7598-1582-2.[51]
- Шадрин А. Е. Социальное партнёрство и развитие институтов гражданского общества в регионах и муниципалитетах. Практика межсекторного взаимодействия. — М.: Минэкономразвития России, Гос. ун-т Высш. шк. экономики, Агентство социальной информации, 2010. — 506 с. ISBN 5-901737-19-9.[52]
- Шадрин А. Е., Беляев А. Н. Новые направления политики повышения конкурентоспособности. — М.: ГУ ВШЭ, 2005. — 40 с.[53]
- Шадрин А. Е. Проблемы стимулирования развития информационно-коммуникационных технологий. — М.: ГУ ВШЭ, 2002. 45 с.[54]
- Экономика научно-технологического прорыва и суверенитета : Межведомственная рабочая группа по технологическому развитию при Правительственной комиссии по модернизации экономики и инновационному развитию; Институт исследований и экспертизы ВЭБ : научный доклад. – Москва : РУДН, 2024. – 140 с. : ил.

### Статьи
- Шадрин, А. Е. Национальная система квалификаций: новый этап / А. Е. Шадрин // Журнал Бюджет. — 2022. — № 11(239). — С. 42-46.
- Шадрин, А. Е. Трансформация экономических и социально- политических институтов в условиях перехода к информационному обществу / А. Е. Шадрин // Информационное общество. — 1999. — № 2. — С. 27-33.

## Награды
- 2008 — Медаль ордена «За заслуги перед Отечеством» II степени «За достигнутые трудовые успехи и многолетнюю добросовестную работу»[55].